# Palazzo Tosh-hovli
Il Tosh-hovli, o "palazzo di pietra" è un palazzo situato di Khiva in Uzbekistan, nel quartiere fortificato di Itchan Kala.
È stato costruito tra il 1830 e il 1841 dal sovrano del khanato di Khiva Alla Kuli Khan, e comprende più di 270 camere su tre corti: l'harem nella parte nord, le camere di Ichrat Khauli (o camera di ricevimento, o in persiano Mekhmonkhaneh), costruita nel 1830-1832, che si trova nel quartiere sud-est e, infine, quella della Corte (o Arz Khauli) nel quartiere sud-ovest (1837-1838).

## Storia
L'architetto del palazzo, Nourmouhamad Tadjikhan, ha incontrato un destino tragico e frequente delle corti orientali, il Khan ha ordinato che fosse impalato per aver dichiarato di essere impossibilitato nel completare la costruzione del palazzo in due anni. Al suo successore, Kalandarou Khivaghi, tuttavia, ci sono voluti otto anni per finirlo, ma per fortuna non ha avuto l'insolenza di dire nulla. Il famoso ceramista Abdullah Djinn ha contribuito alla decorazione del palazzo.
Il palazzo fu la residenza del Khan dal 1841 al 1880, quando Muhammad Rahim Khan II si trasferisce a Kunya Ark.
Il regno di Alla Kuli Khan è stato caratterizzato da una presa di posizione e un forte potere. Ha incontrato alcuni successi in politica estera e ha rafforzato i suoi legami commerciali con l'impero russo. Questa prosperità gli ha permesso di costruire e decorare riccamente il suo nuovo palazzo.

## Ichrat Khauli
Questa sezione è organizzata intorno a un cortile con una loggia sul lato sud sostenuta da un pilastro di legno intagliato in cui sedeva il khan per ricevere gli ospiti in pubblico, così come le ambasciate. Questi sono stati installati nella parte orientale dove potevano installare le loro tende, o iurte, su due piattaforme circolari. La sezione è decorata con maioliche blu.

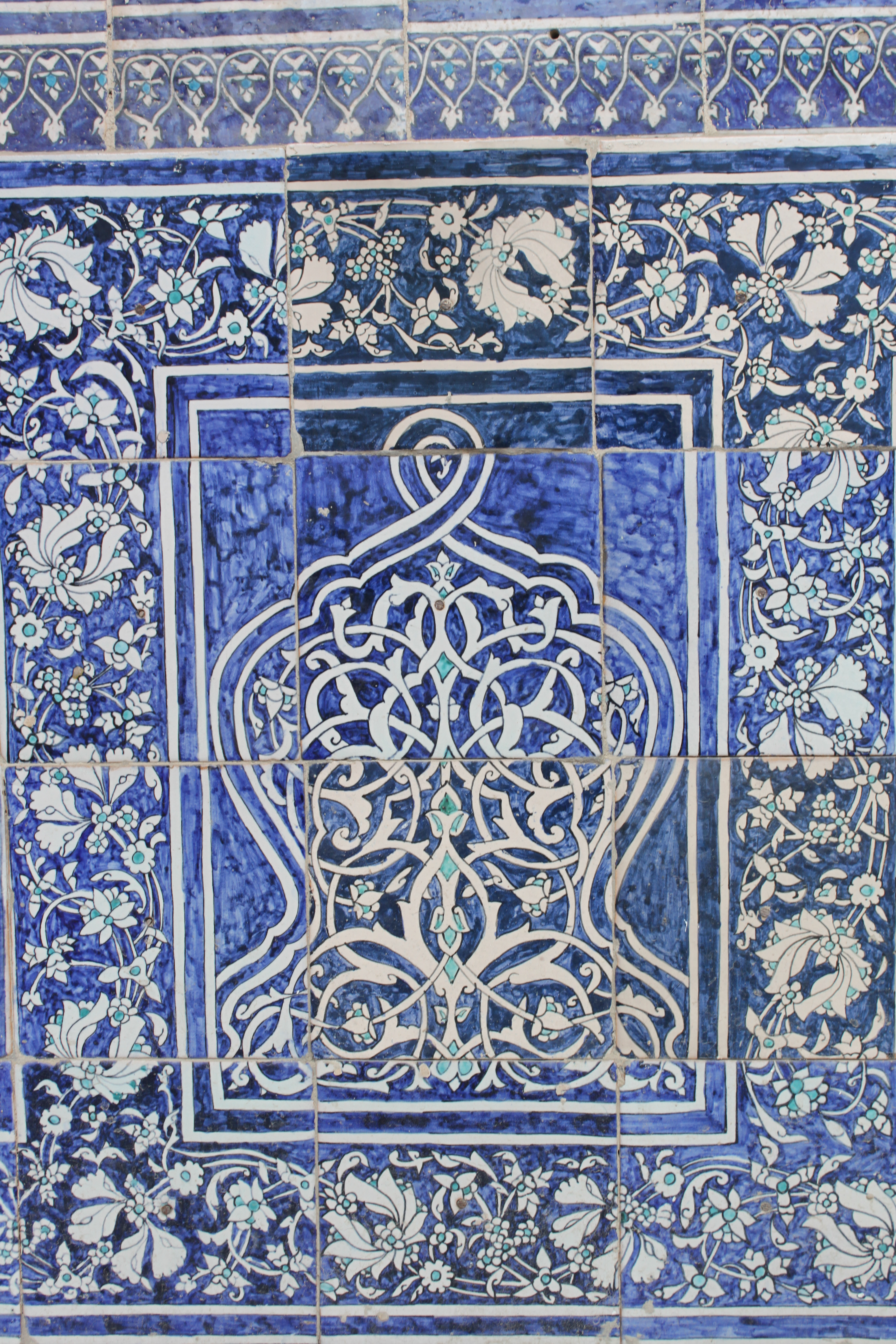
Dettagli di maioliche della corte
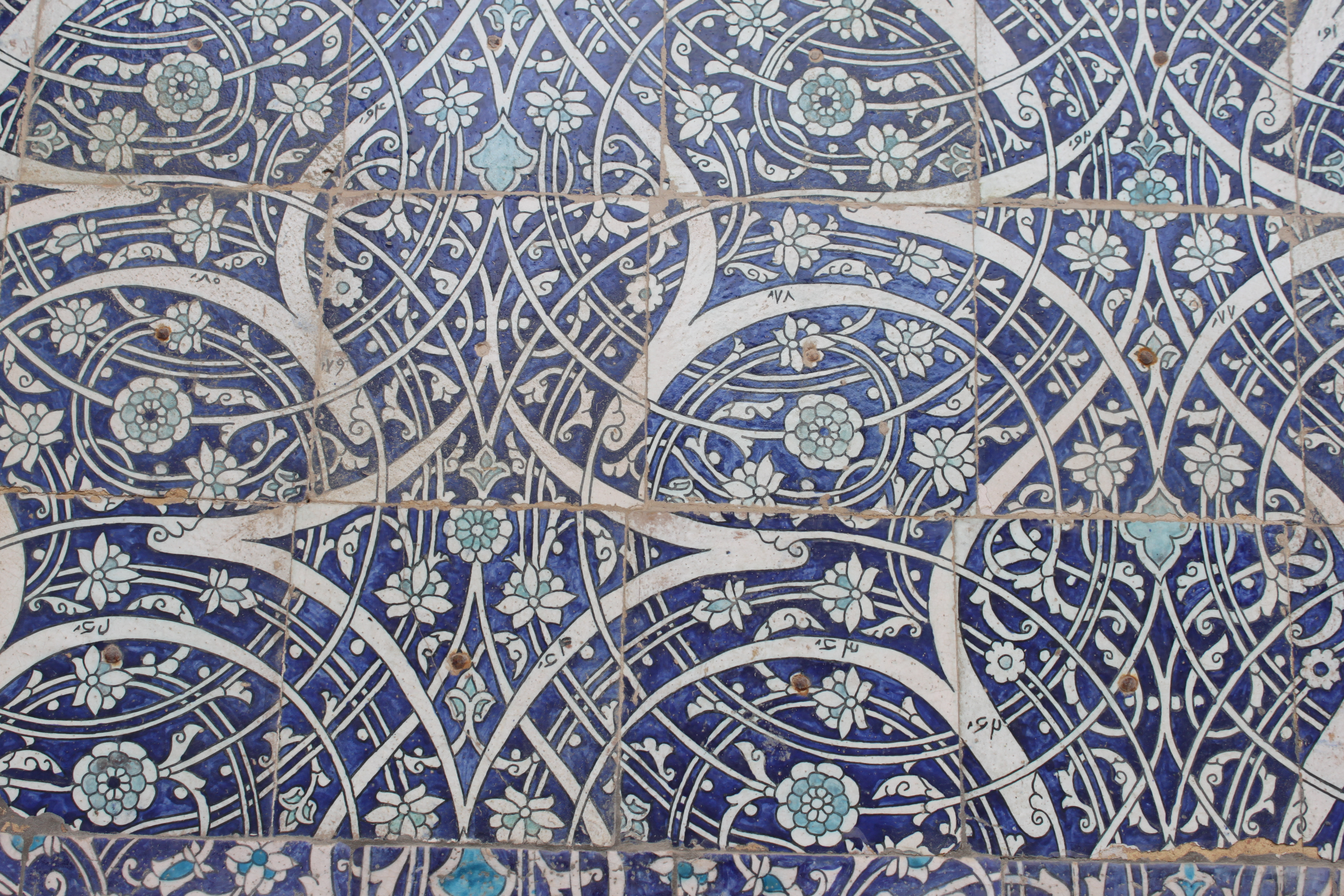
Dettaglio di maiolica con decorazione floreale
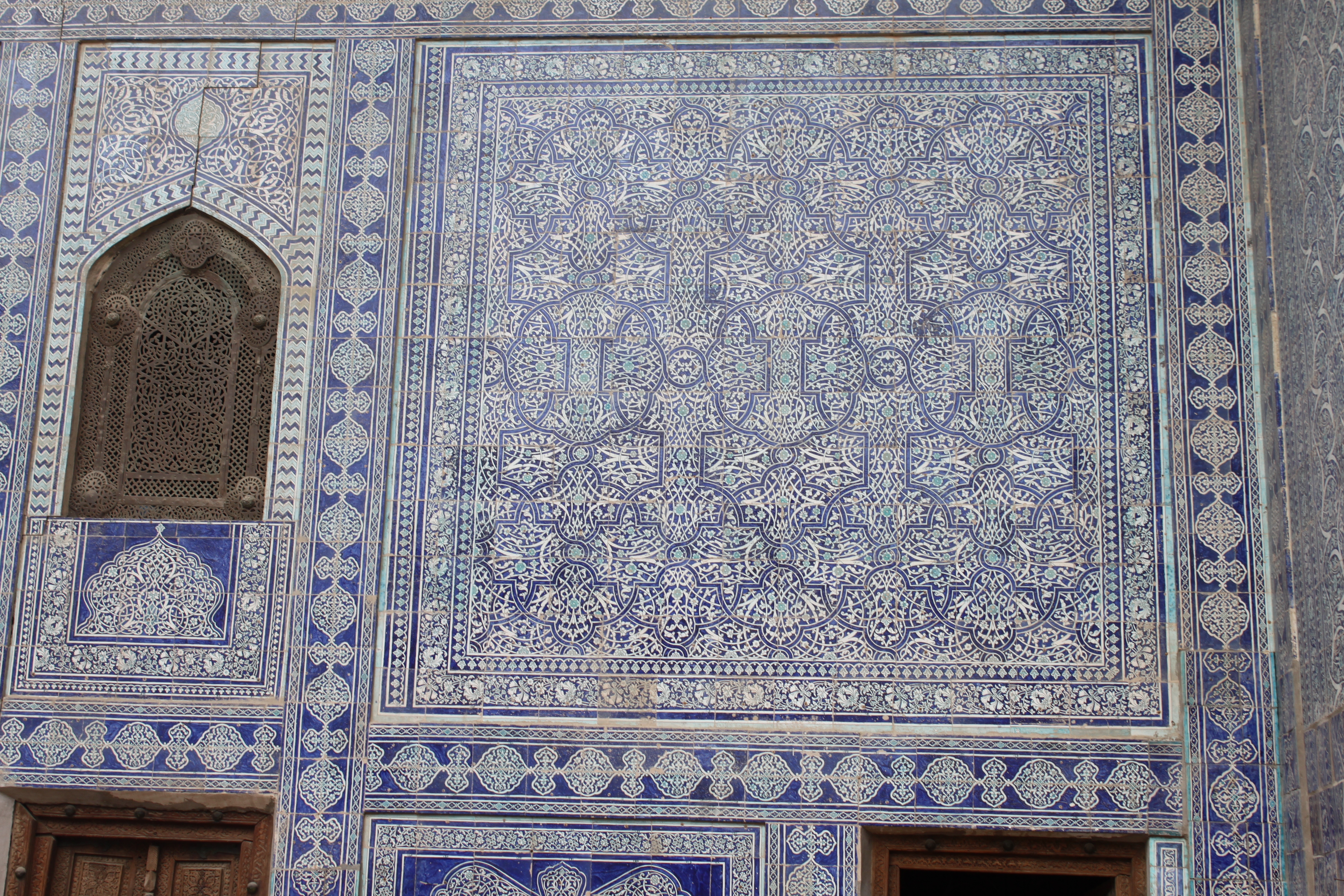
Una delle pareti del cortile coperta di maioliche

## L'harem
L'harem è stato la prima parte ad essere costruito, ed è organizzato attorno ad un cortile rettangolare con cinque logge ciascuna sostenute da un pilastro di legno intagliato. Quattro logge sono state assegnate alle quattro mogli legittime del Khan e la quinta la più grande al khan.

Gli appartamenti sono tutti progettati secondo la stessa architettura: una loggia alta aperta in direzione nord-ovest, per l'estate e una camera annessa per i mesi invernali. Il complesso è decorato con maioliche blu e bianche opera di Abdullah Djinn. I soffitti in legno sono decorati con motivi gialli e rossi.

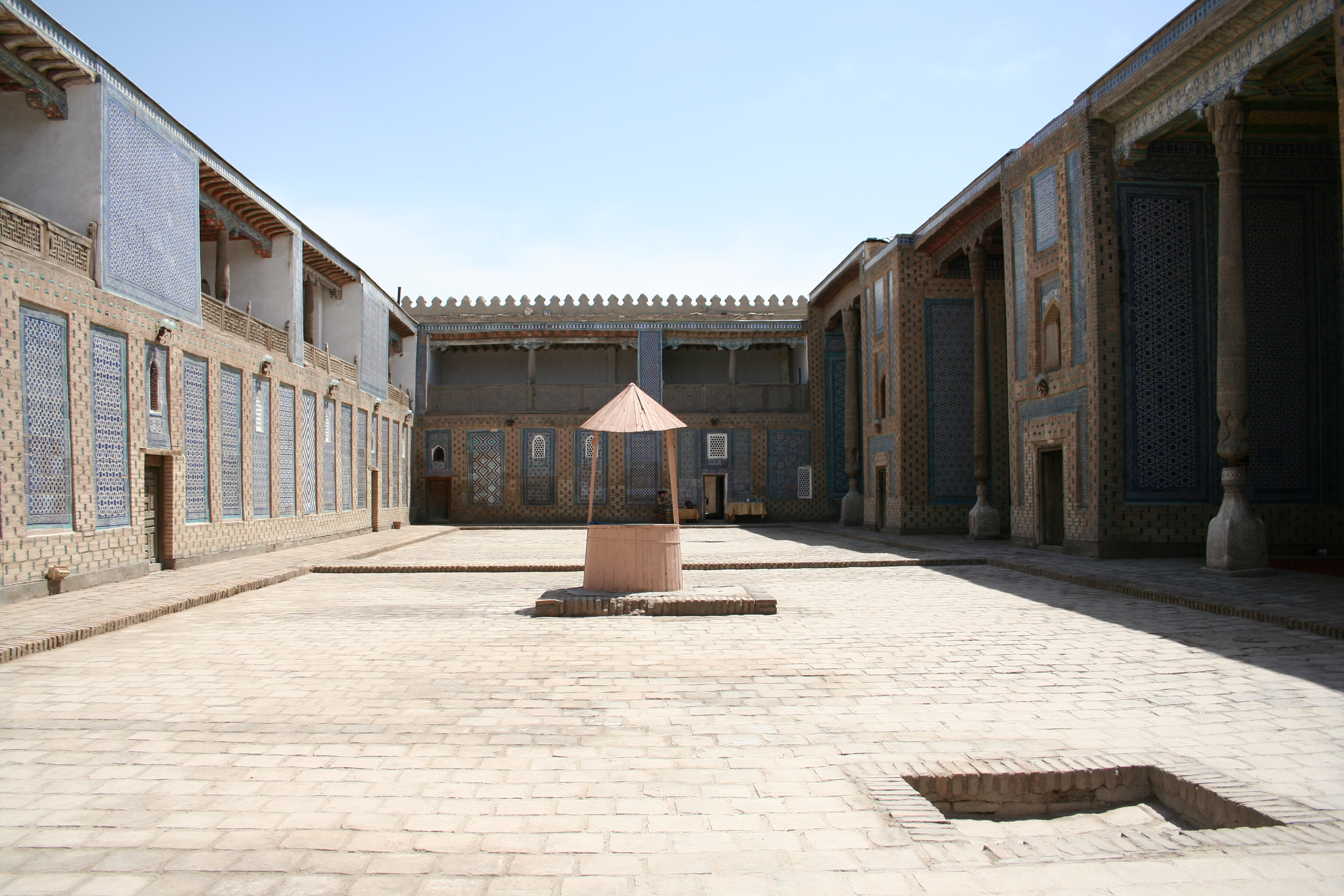
Vista del cortile dell'harem
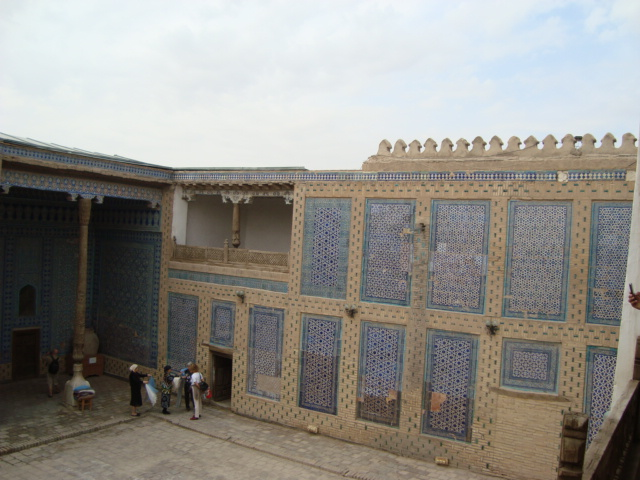
Vista della zona riservata ai servi e alle concubine
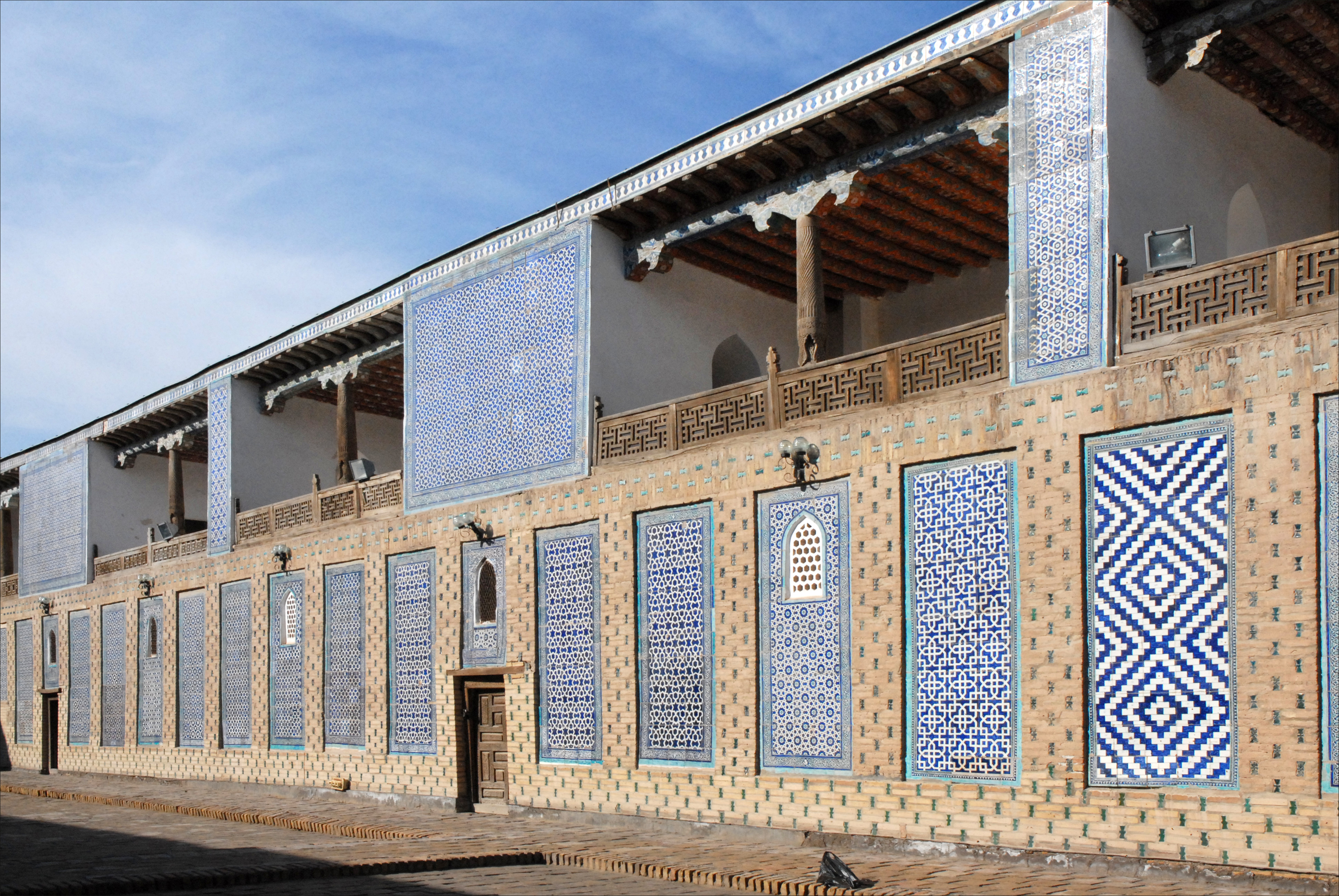
Vista degli appartamenti e dei pannelli in maiolica
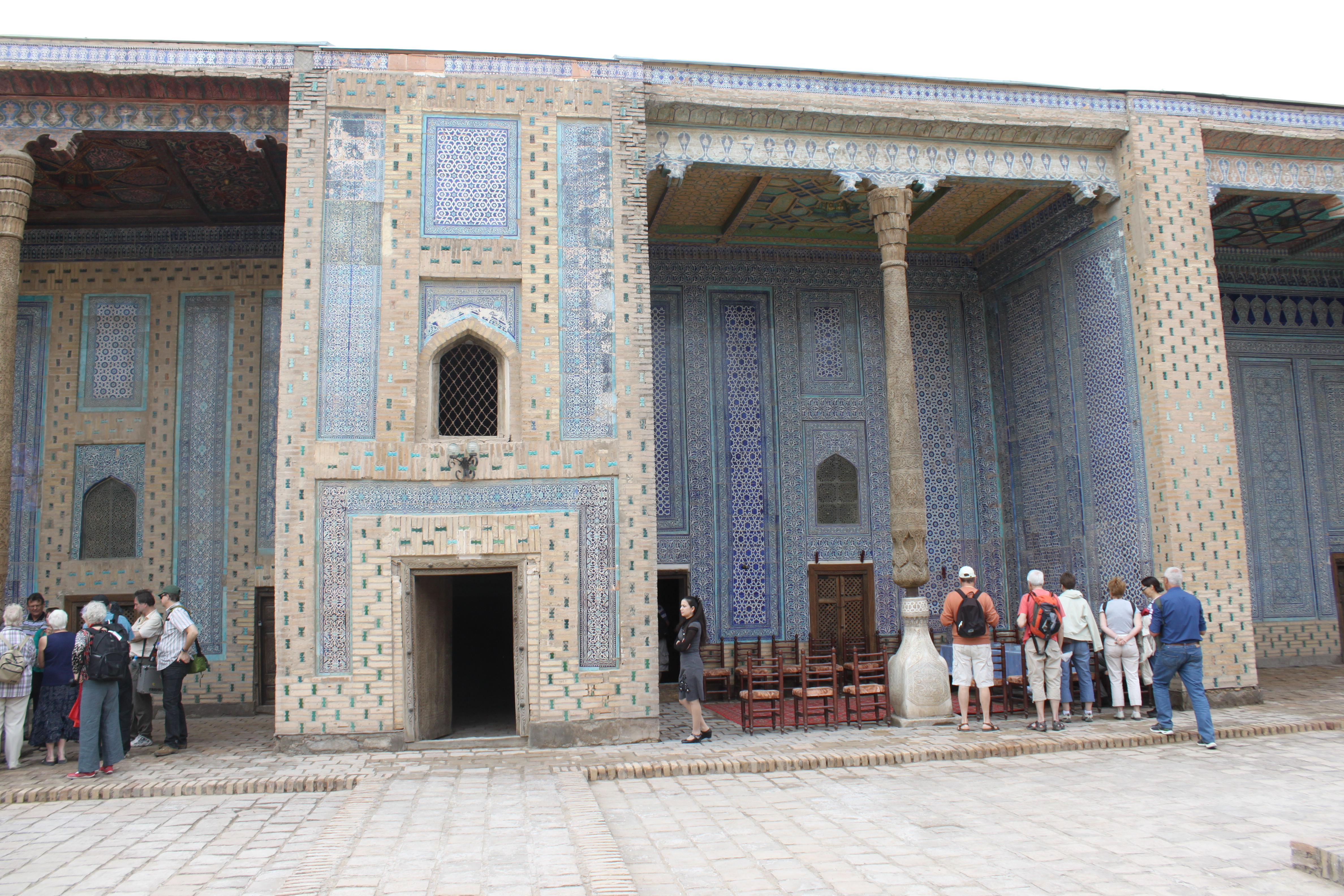
Vista delle Logge delle spose
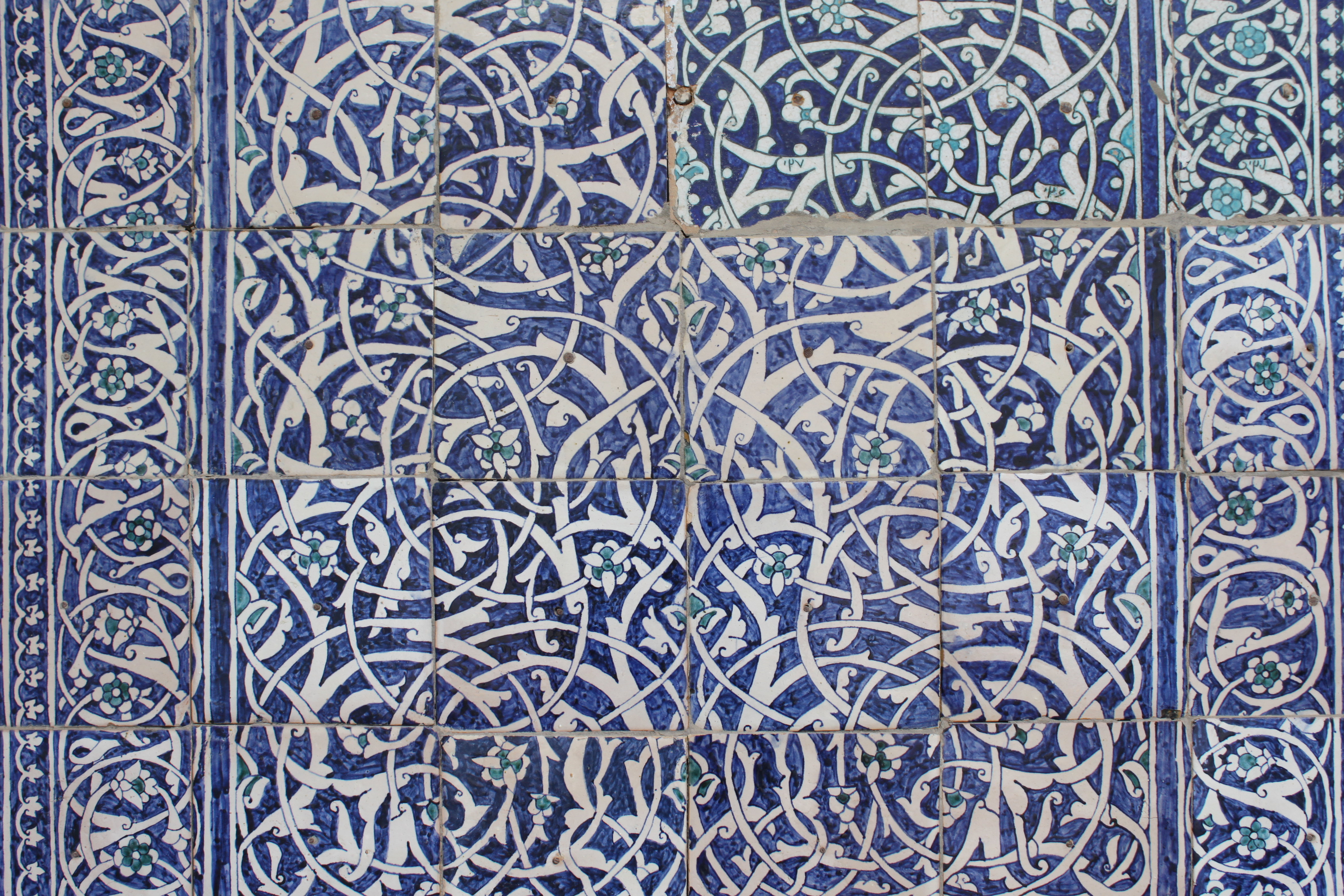
Particolare delle piastrelle di ceramica dell'harem

L'arredamento in generale è essenzialmente caratterizzato da maioliche con motivi geometrici e floreali nei toni blu e bianchi. Le pareti sono intarsiate con piccoli elementi di colore verde giada che richiamano un simbolo zoroastriano.

### Arz Khauli
La Corte di giustizia, o Arz Khauli, o in persiano Arzkhaneh, era il luogo dove il Khan risolveva i contenziosi e faceva giustizia. Questa parte si trova nel quartiere sud-ovest del palazzo. Essa è due volte più grande della Ichrat Khauli. Le pareti sono decorate anche con rivestimenti in ceramica. Due scale laterali forniscono l'accesso alla piattaforma elevata dell'Iwan (o loggia) al fondo di cui ci sono tre porte. Una piattaforma è destinata a una iurta nel cortile, nel prolungamento della colonna di una loggia, in perfetta simmetria.

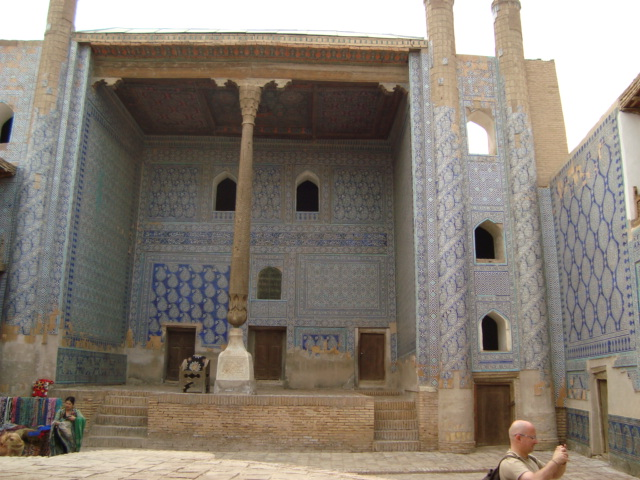
Vista dell'Iwan del khan
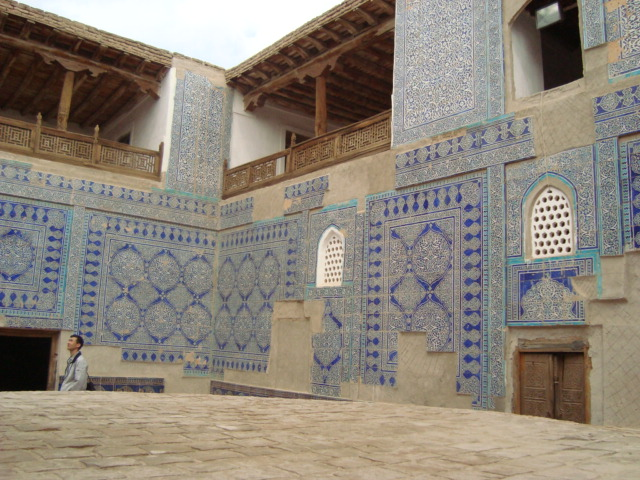
Vista dalla Corte di giustizia
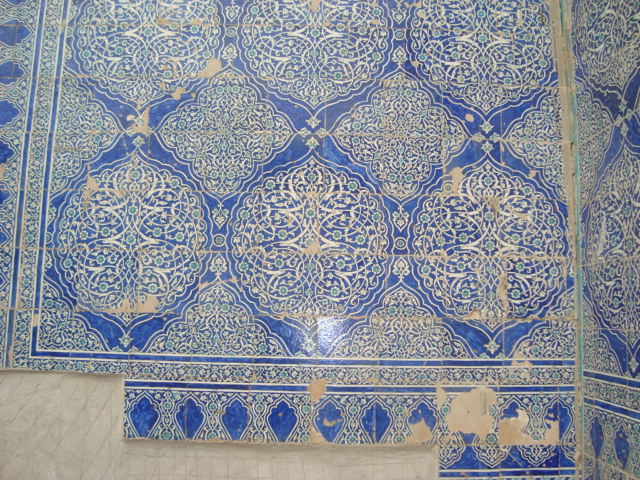
Corte di giustizia: dettaglio

## Dimensioni
- Complesso: 80 m х 80 metri;
- Harem: 80 m х 42 metri;
- Corte dell'harem: 49 m х 15 metri;
- Mekhmonkhaneh: 43 m х 36,5 metri;
- Arzkhaneh: 35 m х 40 metri.